# Vozilla

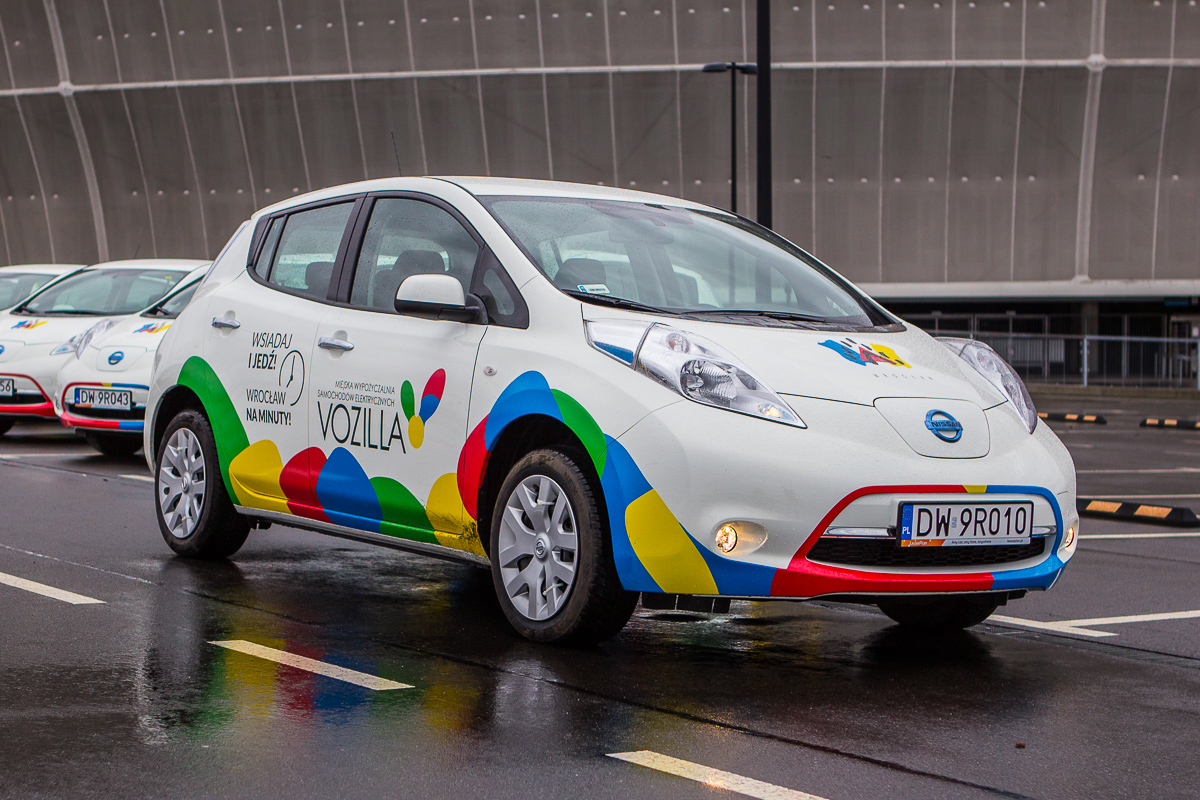
Pojazd Vozilli – Nissan Leaf

Vozilla – pierwsza w Polsce Miejska Wypożyczalnia Samochodów Elektrycznych, która działała we Wrocławiu od 4 listopada 2017 roku. Projekt był efektem podpisanej w lutym 2017 roku umowy o partnerstwie publiczno-prywatnym między Urzędem Miejskim Wrocławia a firmą Enigma – operatorem systemu. 17 stycznia 2020 roku Enigma poinformowała, że ze względów ekonomicznych zamyka projekt Vozilla.

## Usługa
Wypożyczalnia działała w systemie car-sharingowym w trybie free floating – po wypożyczeniu użytkownik mógł zostawić samochód na każdym legalnym i zgodnym z przepisami ruchu drogowego miejscu, w wyznaczonym obszarze.
Dzięki umowie z urzędem miasta Wrocławia użytkownicy systemu mogli korzystać z wielu przywilejów, w tym m.in. darmowego parkingu w miejskiej strefie płatnego parkowania, 200 specjalnych miejsc parkingowych w ścisłym centrum Wrocławia przeznaczonych tylko dla samochodów elektrycznych Vozilla (oznaczonych zieloną kopertą), możliwości korzystania z buspasów oznaczonych znakami D-12 oraz wjazdu w strefy zamknięte dla samochodów spalinowych.
W listopadzie 2017 roku Vozilla podpisała umowę z Portem Lotniczym Wrocław, na mocy której samochody operatora mogły bezpłatnie parkować w strefie ViP, znajdującej się tuż obok terminalu lotniska.
W maju 2019 r. Vozilla we współpracy z blinkee.city wprowadziła do swojej oferty elektryczne skutery.
Miasto wyznaczyło dla jej aut 200 bezpłatnych miejsc parkingowych w 2017 roku. Miejsca te zostały oznaczone pionowymi znakami parkingowymi dla samochodów do wynajęcia i poziomą „kopertą” z zielonym tłem. W 2019 r. Wrocławski kierowca został skazany na 100 zł za nieprawidłowe parkowanie na jednym z tych miejsc. Sąd stwierdził, że popełnił wykroczenie i że każdy, kto parkuje samochód, który nie jest wynajętym samochodem, łamie prawo.

## Samochody
Flota samochodów wypożyczalni obejmowała 200 wyłącznie elektrycznych pojazdów. Początkowo było to 190 osobowych Nissanów Leaf pierwszej generacji, a także 10 Nissanów e-NV200, w wersji dostawczej. Wiosną 2019 część najbardziej zużytych osobowych Leafów wymieniono na 40 Renault Zoe.